# Um Crime entre Amigas
Jawbreaker (Um Crime Entre Amigas, no Brasil e Portugal) é um filme cult americano de humor negro de 1999 escrito e dirigido por Darren Stein. O filme é estrelado por Rose McGowan, Rebecca Gayheart, Julie Benz, Charlotte Ayanna e Judy Greer, que interpretam, respectivamente, Courtney Shayne, Julie Freeman, Marcie Fox, Elizabeth (Liz) Purr e Fern Mayo. Juntas, as quatro primeiras formam o grupo de garotas mais populares do Colégio Reagan, o chamado Flawless Four. Na trama, Shayne, Freeman e Fox, acidentalmente, assassinam Liz no dia de seu aniversário após tentarem realizar um trote com a moça. As garotas tentam fazer parecer que Liz foi vítima de abuso sexual e pelo agressor assassinada, mas são descobertas por Fern, uma desprezada garota, a quem Shayne propõe integrar o grupo e conduzi-la à ascensão social em troca de seu silêncio, o que Mayo aceita. Freeman, por sua vez, assustada para com o acontecido e em desacordo com o plano de Courtney, decide deixar o grupo e acaba por ser desprezada pelas garotas. O filme foi descrito por especialistas como uma sátira sobre a periculosidade do desejo de ser popular.
Inicialmente concebido como um filme de horror, Um Crime Entre Amigas foi realizado em apenas trinta dias. O autor revelou que o título sugestivo da produção inspirou-o fortemente a conceber o roteiro, que, nas palavras do próprio, foi concluído em "apenas uma semana". Um Crime Entre Amigas  foi financiado com 3,5 milhões de dólares americanos pela Columbia TriStar, que atuou como a sua distribuidora. A primeira atriz requisitada para participar do produção foi McGowan. Stein assistira à atuação da moça em outras obras cinematográficas e não hesitou em convocá-la a participar de Um Crime Entre Amigas. O desejo de incluir McGowan foi compartilhado por executivos da Columbia, que estabeleceram a sua participação como condição para financiar o filme. As demais atrizes do elenco principal foram escolhidas devido às suas "brilhantes" atuações durante as audições. O filme conta com a participação de Marilyn Manson em um papel cameo.
Um Crime Entre Amigas estreou em 30 de janeiro de 1999 no Festival Sundance de Cinema, no Park City, Utah, e foi lançado nos cinemas americanos em 19 de fevereiro. O filme foi extremamente comparado a Heathers, Carrie e Clueless, mas foi recebido com análises predominantemente negativas pelos críticos cinematográficos, que criticaram fortemente o seu roteiro, embora tenha reconhecido a sua produção e elogiado as atrizes, sobretudo McGowan e Gayheart. Comercialmente, arrecadou apenas 3,1 milhões nas bilheterias americanas, pelo que não conseguiu superar os custos de sua produção. Apesar de ter sido lançado em outros territórios, o filme acabou por não obter êxito. Ao seu fracasso nas bilheterias é atribuída a ausência de investimento em publicidade por parte da Columbia Pictures. Apesar da repercussão negativa, à época, Um Crime Entre Amigas é atualmente considerado um clássico cult. 

## Enredo

As cenas mais icônicas de Um Crime Entre Amigas são aquelas em que as garotas caminham lentamente pelos corredores do colégio. Na imagem, Courtney, Marcie e Julie a caminharem após assassinarem acidentalmente Liz. Enquanto Courtney e Marcie agem naturalmente, Julie demonstra demasiado desconforto para com o ocorrido por meio de sua expressão facial assustada e angustiada.

No Colégio Reagan, Courtney Shayne (Rose McGowan), Marcie Fox (Julie Benz), Julie Freeman (Rebecca Gayheart) e Elizabeth Purr (Charlotte Ayanna) são conhecidas como Flawless Four, as mais belas e populares garotas. Entre as quatro, apenas Elizabeth (Liz) é genuinamente admirada por todos, devido à sua personalidade bondosa. Julie apenas é popular por sua beleza, enquanto Courtney e Marcie alcançaram o status de popular utilizando-se de terror. No dia do 17.º aniversário de Liz, Shayne, Fox e Freeman decidem realizar um trote com a moça. Mascaradas, elas simulam um sequestro, atam-lhe as mãos e pernas e colocam-na no porta-malas carro, dirigindo-se imediatamente a uma lanchonete. Ao chegarem ao local, abrem o porta-malas e deparam-se para com Liz morta. A garota faleceu sufocada por um quebra-queixo, que Courtney enfiara em sua boca àquela manhã para impedi-la de gritar.
Apavoradas com o ocorrido, as garotas procuram uma solução para safarem-se. Embora Julie insiste veementemente em contatar as autoridades, Courtney a proíbe e decide realizar uma ligação telefônica para o colégio fingindo ser a mãe de Liz a justificar a sua ausência. As três moças retornam ao colégio e, sob a ordem de Shayne, agem naturalmente, enquanto o corpo continua no porta-malas do carro. A Sr.ª Sherwood (Carol Kane), diretora do colégio, no entanto, pede a Courtney que vá à sua sala à tarde para levar as atividades do dia até à residência de Liz, como a "mãe" da garota pedira antes por telefone. Embora se comprometa com a tarefa, Courtney atrasa-se e a Sr.ª Sherwood pede a Fern Mayo (Judy Greer), uma impopular garota, que leve as atividades até ao local. Shayne, Fox e Freeman encontram-se com a diretora mais tarde, que as informa ter pedido a Fern para fazer o que Shayne se comprometera e não cumpriu. As três, então, rapidamente dirigem-se à residência de Liz, tencionando chegar antes de Fern. O plano de Courtney é pôr Liz de volta na cama e simular que a garota fora abusada sexualmente e pelo agressor ceifada.
Fern, porém, chega ao local antes de as garotas concluírem o plano, pelo que as escuta conversarem sobre o ocorrido. Após ser descoberta, a jovem tenta fugir, mas é capturada por Marcie. Em troca de seu silêncio, Courtney propõe a ela que ocupe o lugar de Liz no grupo, prometendo-lhe tornar bela e popular. Persuadida, Fern concorda. Por sua vez, Julie, deveras assustada para com o acontecido e fortemente contrária às atitudes de Courtney, decide romper a sua amizade para com as garotas e passa a ser por elas excluída. De volta ao colégio, Fern, agora com visual repaginado, chama a atenção de todos e Courtney a faz passar-se por uma aluna nova chamada Vylette. Rapidamente, a popularidade faz Vylette/Fern mudar completamente de personalidade e a garota torna-se tão cruel e dissimulada quanto Courtney. Ao mesmo tempo, Julie e Zack Tartak (Chad Christ), com quem a garota inicia um romance, tentam novamente convencer Courtney a contar a verdade às autoridades — que, por essa altura, descobrira o corpo e iniciara uma investigação a fim de encontrar o responsável pelo homicídio. Shayne, pois, adverte Julie que solucionou o problema. A moça convencera um homem desconhecido (Marilyn Manson) a fazer sexo com ela sobre a cama de Liz, fazendo com que a polícia chegue à conclusão de que ele é o culpado.
Em certo momento, a popularidade de Vylette começa a eclipsar Courtney. Enfurecida, Courtney ordena-a que se contenha, mas Vylette volta-se contra ela. Para trazê-la abaixo, Shayne espalha por todo o colégio cartazes com os dizeres "Who is Vylette?" ("Quem é Vylette?", em português) sobre uma foto de Vylette/Fern antes de sua transformação. Zombada por todo o colégio, a garota é amparada por Julie e Zack, aos quais se une para revelar a verdade sobre o crime. Quando tudo parecia perdido, a mãe de Julie a entrega objetos pessoais de Liz, entre os quais um cartão capaz de gravar mensagens que Julie abrira aquando Marcie e Courtney tentavam manipular o corpo de Liz em seu quarto a fim de simular um estupro. Por esse motivo, no cartão ficara gravada a confissão de Courtney. Então, Julie, Zack e Fern dirigem-se imediatamente ao baile de formatura. Lá chegando, Zack sabota o sistema de sons e, em meio ao anúncio discurso de Courtney em agradecimento ao seu triunfo como "Rainha do Baile", faz soar nos alto-falantes a gravação em que Courtney diz: "l killed Liz, the teen dream. Deal with it". Enfurecidos, todos os alunos presentes atiram em Courtney corsages, enquanto a garota tenta deixar o local às lágrimas e furiosa. Julie, ao fim, registra fotografias do momento, que acabam por ilustrar o Anuário do Colégio Reagan.

## Elenco
- Rose McGowan interpreta Courtney Alice Shayne: A vilã do filme, Courtney é descrita como "o demônio de salto alto".[13] Bela, sensual e cruel, é integrante e líder do chamado Flawless Four, grupo de garotas mais populares do Colégio Reagan.[5][14][15]
- Rebecca Gayheart interpreta Julie Freeman: Uma bela garota, integrante do Flawless Four, que, por desaprovar a atitude de Courtney, decide parar de obedecê-la e é excluída do grupo, mas acaba por redescobrir os seus valores pessoais após isto.[6][16]
- Julie Benz interpreta Marcie Fox: Integrante do Flawless Four, é uma aliada servil de Courtney, atendendo a todas as suas exigências.[16]
- Judy Greer interpreta Fern Mayo/Vylette: Uma nerd desprezada que, após descobrir o ocorrido, é convidada a integrar o grupo, transformando-se em uma bela e atraente garota com uma nova identidade.[5]
- Charlotte Ayanna interpreta Elizabeth "Liz" Purr: Integrante do Flawless Four, é a mais admirada do grupo por ser a única a possuir beleza e boa personalidade em igual medida.[5]
- Pam Grier interpreta Vera Cruz: Detetive responsável por investigar o assassinato de Liz.[5]
- Carol Kane interpreta Sr.ª Sherwood: Diretora do Colégio Reagan.[5]
- Marilyn Manson interpreta O estranho: Um desconhecido rapaz que Courtney seduz em um bar e com o qual ela faz sexo sobre a cama de Liz, tencionando cupá-lo pelo assassinato da garota.[16]
- Ethan Erickson interpreta Dane Sanders: Rapaz interessado por Courtney Shayne.[4]
- Chad Christ interpreta Zack Tartak: Um estudante de teatro, que inicia uma romance com Julie após ela romper a sua amizade com Courtney e Macie.[4]
- Jeff Conaway interpreta Sr. Fox: Pai de Marcie Fox.[5]
- William Katt interpreta Sr. Purr: Pai de Elizabeth Purr.[5]
- P. J. Soles interpreta Sr.ª Purr: Mãe de Elizabeth Purr.[5]

## Desenvolvimento

### Elaboração e filmagens
Na realidade, tudo começou com o meu desejo de escrever um filme de horror. Eu cresci sendo um grande fã de Alien, The Shining, A Nightmare on Elm Street e Carrie. Pensei, 'Bem, o que é horror? É quando acontece algo ruim em nossa vida cotidiana'. Isto pode ser mundano. Eu pensei, 'E se algumas garotas do liceu raptassem a sua amiga em um trote e, acidentalmente, assassinassem-na?' [...] Então, comecei a escrever o diálogo como uma comédia negra.

—Stein a comentar sobre a elaboração do roteiro.
O roteirista Darren Stein, inicialmente, concebeu a obra mentalmente como um filme de horror. O autor pretendia elaborar uma "narrativa ficcional", como o próprio explicou: "Eu não pretendia desenvolver [a trama] em uma escola ou cidade específica; eu pretendia desenvolver arquétipos e elegância com escuridão real e palpável". Stein, a princípio, inspirou-se em filmes europeus e produções independentes obscuras e surreais, como All That Jazz (1979), Tommy (1969), Christiane F. (1981) e Alien (1989),  a que assistira quando criança. Para tornar a produção um genuíno filme de horror, Stein refletira sobre situações reais que poderiam resultar em tragédia, pelo que o assassinato acidental de uma garota durante um trote de aniversário se encaixou perfeitamente com os seus planos. "Estava à procura e compreender o que é horror real [e] apercebi-me de que horror é quando algo de errado ocorre em nossas vidas reais", afirmou ele. Porém, ao iniciar a escrita do roteiro, percebeu que as personagens haviam adquirido aspectos de uma comédia obscura. A decisão de incluir garotas como protagonistas foi influenciada por sua infância. De acordo com Stein, ele cresceu cercado por garotas.
Um Crime Entre Amigas foi financiado por executivos da empresa Columbia Tristar Home Entertainment, uma subsidiária da Sony Pictures Home Entertainment, pelo que obteve 3,5 milhões de dólares para ser realizado. O título original da trama, Jawbreaker ("Quebra-queixo", em português), reflete "a violência intrínseca ao nome de uma guloseima", nas palavras do próprio autor. "É realmente sobre garotas a sucumbirem aos seus impulsos obscuros e sobre a desconexão existente entre o seu exterior, meio e feminino, e os seus desejos interiores", prosseguiu. De acordo com Stein, o título do filme o influenciou fortemente durante a escrita do roteiro. "A palavra Jawbreaker serve apenas para representar a dualidade entre a doçura das garotas, o colegial e a juventude, e a ideia de que esta coisa poder-te-ia partir os maxilares [... ] Uma vez tendo pensado nisto, o restante do roteiro emergiu em apenas uma semana", afirmou o argumentista. As filmagens foram realizadas em Los Angeles, em 1998, em apenas trinta dias. As gravações das cenas em que as garotas aparecem no colégio foram realizadas em quatro instituições de ensino diferentes — uma para o interior, uma para o exterior, uma para a cafeteria e outra para o baile de formatura —, pois o diretor procurava "". McGowan afirmou inspirar-se em Gene Tierney e sua atuação em Leave Her to Heaven durante as gravações. O figurino das personagens, um dos elementos mais marcantes de Um Crime Entre Amigas, foi escolhido por Vikki Brinkkord e é composto por justos vestidos de borracha e cores vibrantes, o que o converteu em um filme ícone de estilo. As vestes foram influenciadas pelo estilo dos anos 1970 e 1980. O cenário da produção foi influenciado pela estética de Grease e pelo estilo punk.
"Sempre gostei de filmes que faz com que nos sitamos imersos em um mundo — como Blade Runner ou Fome de Viver — e eu tencionava fazer com que este filme [Um Crime Entre Amigas] transmitisse a imagem de uma realidade alternativa de um mundo do liceu [...] Sempre fui influenciado pela música — sobretudo glam metal, rock e punk. E pelas mais atmosféricas e melancólicas coisas, como Cocteau Twins e This Mortal Coil. Então, eu pretendia trazer um pouco desse lado [para o filme]. Objetivava fazer com que o poder das garotas fosse sinalizado por suas vestimentas. A roupas destinam-se a serem intimidatórias e aspiracionais." — Stein a comentar sobre as influências sobre o figurino.

### Escolha do elenco
Desde o início, Stein pretendia incluir Rose McGowan no filme. O roteirista assistira ao trabalho de McGowan em The Doom Generation e impressionou-se para com a sua atuação, não tendo hesitado em convocá-la para participar da obra. Além disso, contribuiu para a escolha do produtor a Sony Pictures, que o exigira a participação de McGowan, Natalie Portman ou Kate Winslet no longa-metragem. A atriz americana Julie Benz obteve a personagem Marcie Fox ao impactar o diretor com a sua atuação. De acordo com Stein, "ela apenas chegou, leu e surpreendeu-nos, pois estava histérica!". A conterrânea Rebecca Gayheart conquistou o papel de Julie Freeman por transmitir imagem "verdadeiramente cruel e sádica". "Era realmente preciso essa expressão para fazer frente a Rose McGowan, que também é deslumbrante, mas interpretava a garota malvada", afirmou o roteirista. Além disso, segundo o diretor, ela acrescentou à personagem certo senso de humor, o que cativou-o. Antes, porém, Gayheart realizou um teste para viver Fern Mayo, que acabou por ser conquistado por Judy Greer, devido à sua atuação "brilhante", nas palavras de Stein. Stein requisitara Rachael Leigh Cook para viver a personagem Julie Freeman, mas a sua atuação em conjunto com Rose e Julie Benz não se mostrou "dinâmica", de acordo com o roteirista.
O cantor americano Marilyn Manson realiza uma breve participação no filme. O artista interpretou um rapaz estranho, que Courtney seduzira em um bar e o incrimina pela morte de Liz. De acordo com Stein, foi ele quem requisitou a participação do cantor. À época, McGowan mantinha um relacionamento amoroso com o rapaz, pelo que o diretor sugeriu-lhe que ela o convidasse, tendo ele concordado imediatamente.

### Música
O tema-principal de Um Crime Entre Amigas é a canção "Yoo Hoo", do grupo musical americano Imperial Teen. O tema é utilizado nas icônicas cenas em que as garotas caminham pelos corredores do colégio em câmera lenta. Os direitos autorais para a utilização da obra no filme foram obtidos antes mesmo do lançamento da canção. Antes, porém, os produtores do longa-metragem cogitavam utilizar um cover de  "Are Lips Are Sealed" (originalmente gravado pelo grupo The Go-Go's), de Fun Boy Three. A canção "Let The Good Times Roll", do grupo The Cars, é utilizada na cena em que as garotas abrem o porta-malas do carro em que está o corpo de Liz e nas cenas em que elas levam-na ao quarto, mas não foi incluída na trilha-sonora. Outra canção utilizada no filme, mas excluída da trilha-sonora foi o cover de "Heartbreaker" (originalmente gravada por Pat Benatar), realizado por The Friggs. O grupo feminino americano The Donnas participa de uma das cenas do filme, na qual interpreta a canção "Rock 'n' Roll Machine" durante o baile de formatura. De acordo com Stein, a inclusão do grupo no filme foi uma referência ao filme Heathers, pois as garotas faziam-no recordar-se do elenco do filme. Segundo os produtores da trilha-sonora do filme, Sharlotte Blake e Peter Coquillard, o objetivo era utilizar na obra canções "otimistas, um pop feminino com um extremo". "Tencionávamos mantê-lo [o filme] animado, jovem e divertido — como se fosse orientado por garotas, mas com um extremo, não apenas pop", afirmou Blake. Embora a maior parte das canções não sejam originais, o grupo musical americano Letters to Cleo regravou a canção "I See" exclusivamente para o filme e o conterrâneo Ednaswap, a canção "Next to You" (originalmente lançada por The Police).
Todas essas canções foram reunidas em um CD chamado Jawbreaker: Music from the Motion Picture foi lançado oficialmente em 9 de fevereiro de 1999. O disco foi disponibilizado para comercialização no iTunes, porém, somente em 13 de setembro de 2011. Além das supracitadas, foram também incluídas no registro as canções "Bad Word for a Good Thing", de The Friggs, "Stay In Bed", de Grand Mal, de "Flow", de Transister, "She Bop", de Howie Beno, "Water Boy", de Imperial Teen, "Rock You Like a Hurricane", de Scorpions, "Beat You Up", de The Prissteens, "Trouble" e "Don't Call Me Babe", ambas de Shampoo. Composições originais foram realizadas por Stephen Endelman e reunidas em um CD independente, intitulado Jawbreaker: Original Motion Picture Score, lançado em 9 de março de 1999. As faixas foram gravadas no Edison Studios, em Nova Iorque, sob a produção executiva de Robert Townson e produção musical de Endelman. Quinze canções foram registradas, cuja duração total é superior a 29 minutos. A cantora Connie Petruk contribuiu com os vocais para a produção, tendo, inclusive, regravado a canção "Young at Heart", de Frank Sinatra, para a obra — embora o tema não seja reproduzido no filme. A regravação foi realizada com lentas batidas de tambores ao estilo rap, guitarras e flauta. Warwick Mason, do site MusicWeb International, escreveu sobre as composições: "São um destemido esforço de Stephen Endelman para capturar a atmosfera feminina e ousada requerida [para o filme] e eu presumo [...] que ele conseguiu [...] A mistura de alegorias musicais doces e estridentes com batidas pop da 'Cultura MTV' e algumas influências dos temas de Hitchcock e The Twilight Zone fizeram-me ranger os dentes".

## Temas

### Statuse ascensão sociais
Um Crime Entre Amigas é um filme completamente ficcional, como o roteirista e diretor Darren Stein o descreveu, pelo que não aborda um tema específico. O próprio Stein afirmou em entrevista não pretender transmitir quaisquer mensagens para com a trama. Apesar disto, diversos analistas observaram que o longa-metragem satiriza a hierarquia existente nos colégios americanos. Para Peter Applebome, do New York Times, por exemplo, o filme retrata a "brutal hierarquia Darwiniana" existente no liceu. Outros, por sua vez, afirmaram que a empreende uma análise sobre os grupos sociais formados no colégio, refletindo acerca dos significados de ser popular ou impopular. Como observou James Berardinelli, "para alguns, ter uma posição social no colégio é irrelevante; para outros, é é deverias importante". Essa interpretação é atribuída às atitudes das garotas ao tentarem ocultar o assassinato, incluindo ao permitirem que alguém desprezado faça parte de seu grupo social, revela as suas preocupações para com a preservação de seu status social. Isabella Biedenharn, da revista FlavorWire, por exemplo, descreveu-o como: "Uma crítica autoconsciente da periculosidade do anseio de ser popular". De acordo com Biedenharn, porém, a mensagem transmitida pelo filme — entre outros dos anos 1990 — não é: "Ser popular é ruim", mas sim: "Sermos nós mesmo faz-nos popular entre as pessoas boas". Corrobora a linha de pensamento da repórter a personagem Elizabeth "Liz" Purr, a única verdadeiramente admirada por todos por ser bondosa.

## Distribuição

### Lançamento
Antes de estrear nos cinemas americanos, a Sony pensou em investir em sua divulgação nos meios televisivos, promovendo-o por meio da MTV, mas desistiu de disponibilizá-lo para comercialização, a princípio. O filme foi primeiramente exibido em 30 de janeiro de 1999, no Sundance Film Festival, antes de ser exibido em 801 cinemas nos Estados Unidos e Canadá, em 19 de fevereiro. Porém, a Sony decidiu, posteriormente, investir na divulgação de Can't Hardly Wait, pelo que abandonou Um Crime Entre Amigas, o que contribuiu grandemente para o seu fracasso nas bilheteiras. Juntamente à parca publicidade, contribuiu para afundar a produção a recepção amplamente negativa dos críticos em relação à trama. Ainda assim, Um Crime Entre Amigas foi lançado em diversos outros países, embora não se tenha destacado novamente. Em Itália, foi lançado em 9 de julho, intitulando-se Amiche Cattive. Em França, estreou sob o título original em 4 de agosto. Em 12 de agosto, estreou sob o título Jawbreaker - Der Zuckersüße Tod em Alemanha, ao passo que, em Espanha, estreou em 11 de fevereiro de 2000, tendo sido intitulado Caramelo asesino.
Nos Estados Unidos, Um Crime Entre Amigas recebeu da Motion Picture Association of America (MPAA) uma classificação R, indicando que menores de dezessete anos apenas poderiam assistir à produção se acompanhados pelos pais ou responsáveis. Isto ocorreu devidos a cenas de sexo e violência e à linguagem inapropriada. Apesar disto, a MPAA havia cogitado conceder à obra uma classificação NC-17; isto é, não permitindo que menores de dezessete anos assistissem ao filme sob nenhuma circunstância. A justificativa da organização foi a cena de sexo em que Courtney Shayne (Rose McGowan) é penetrada por trás por homem desconhecido (Marilyn Manson), enquanto cenas do corpo de Liz sob a cama são exibidas sobrepostas àquela, bem como violência em excesso. Para não classificá-lo como NC-17, a associação exigiu a redução do número de cenas violentas, o que aconteceu. No Brasil, em seu lançamento em formatos domésticos, o filme foi classificado como "impróprio para menores de dezoito anos", de acordo com o Departamento de Justiça, Classificação, Títulos e Qualificação (DEJUS). Por outro lado, em sua exibição nas redes televisivas, Um Crime Entre Amigas recebeu uma tarja de "imprópria para menores de dezesseis anos" e a sua exibição foi considerada "inadequada para antes de 22 horas". Apesar de o DEJUS não justificar a classificação atribuída às versões domésticas, a classificação atribuída à exibição televisiva ocorreu devido ao "desvirtuamento grave dos valores éticos" e "insinuações de sexo" presentes no filme.

### Formato doméstico
Um Crime Entre Amigas foi lançado em formato VHS em 25 de janeiro de 2000, nos Estados Unidos. No Canadá, a distribuição de sua edição francesa, chamada Quelle bourde!, em formato VHS iniciou-se em 1.º de maio de 2001. Foi lançado em formato DVD em 9 de fevereiro de 2000 em território italiano. A sua comercialização em formato DVD nos Estados Unidos foi iniciada em 7 de dezembro de 2010. Em 5 de abril de 2011, o filme foi editado em formato blu-ray em território americano, com legendas em espanhol e inglês. Foi incluído, juntamente com Hollywood Knights (1980), Peggy Sue Got Married (1986) e Heathers (1989), em uma coleção intitulada "4 Back to School Movies", desenvolvida pela loja on-line Amazon.com e  lançada somente no Canadá e Estados Unidos, em 1.º de agosto de 2013.

## Repercussão

### Crítica profissional
| Críticas profissionais       | Críticas profissionais |
| Pontuações agregadas         | Pontuações agregadas   |
| Fonte                        | Avaliação              |
| ---------------------------- | ---------------------- |
| Metacritic                   | (22/100)               |
| Avaliações da crítica        |                        |
| Fonte                        | Avaliação              |
| Roger Ebert                  | [ 12 ]                 |
| Entertainment Weekly         | (C+)                   |
| Los Angeles Times            | (Positiva)             |
| Rolling Stone                | [ 46 ]                 |
| The Village Voice            | (Negativa)             |
| San Francisco Chronicle      | (Negativa)             |
| James Berardinelli           | [ 30 ]                 |
| Chicago Reader               | (Negativa)             |
| ContactMusic                 | [ 50 ]                 |
| Special Broadcasting Service | [ 28 ]                 |

Um Crime Entre Amigas foi recebido com análises quase que universalmente negativas pelos críticos cinematográficos. No agregador de resenhas Rotten Tomatoes, o filme recebeu apenas 7% de aprovação baseado em 57 análises recolhidas, tendo sido escrito a seu respeito: "Esta comédia descartável falha vítima de sua sensibilidade animada". O Metacritic atribuiu à obra 22 pontos de 100 após avaliar 21 resenhas, o que indica "análises geralmente desfavoráveis". O crítico americano Roger Ebert premiou-o com duas estrelas entre cinco, afirmando: "O filme é uma astuta produção de um roteiro deprimente, que consegue entreter-nos até à primeira parte de seus primeiros trinta minutos. Se alguém na trama fosse dotado de um mínimo de inteligência a história implodiria [...] A trama estende-se desesperadamente e mal se esforça para chegar aos 91 minutos".
Owen Gleiberman, Entertainment Weekly, concedeu a obra um C+ entre A e F, escrevendo: "O escritor e diretor Darren Stein estava tão comprometido em seguir o modelo faccioso e crueldade de filmes anteriores (Heathers, Carrie e Clueless) que, em vez de produzir o mais perverso filme sobre o liceu de sempre, ele acaba por produzir cartoon artificial, porém sadomasoquista". Dennis Lim, do periódico americano The Village Voice, abominou a produção e chamou à obra "extremamente ruim", proferindo: "O roteiro é fraco e estúpido, demasiadamente frágil para parecer uma sátira ou mesmo para preencher os requisitos de um pastiche preguiçoso. Apenas as canções e a irreprimível atuação de McGowan conseguem torná-lo ligeiramente suportável". No site do San Francisco Chronicle, Mick LaSalle compartilhou opinião igualmente negativa, alegando: "Alguns filmes estão tão perto do fundo do poço proverbial, mas Um Crime Entre Amigas está em sua própria categoria. É tão ruim que passa do fundo do poço e vai até ao centro da terra. É o pior lixo a ser lançado nos cinemas nos últimos meses".
Similarmente, Lisa Alspector, do Chicago Reader, escreveu: "Esse filme [...] é enfadonhamente esperto, bem como vergonhosamente desleixado e alguém deveria emitir uma ordem a exigir ao diretor e escritor Darren Stein que se mantenha pelo menos a 100 metros de distância da ironia". Kevin Thomas, do Los Angeles Times, por sua vez, realizou uma avaliação positiva para Um Crime Entre Amigas, descrevendo como "perversamente hilariante". Thomas prosseguiu: "Apesar de não ser tão grave ou sofisticado, este filme picante traz-nos boas recordações de Heathers, lançado há alguns anos, devido à sua visão obscura sobre os adolescentes". Mekado Murphy, do New York Times, escreveu: "[Stein] utilizou o ambiente do liceu como cenário para uma comédia obscura, viciosa e travessa, com um design de produção de doces coloridos em concordância com outros filmes adolescentes dos anos 1980 e 1990". Peter Travers, da Rolling Stone, também avaliou a obra positivamente, escrevendo: "Já se passaram dez anos desde que Heathers, de Michael Lehmann, realizou a sua descrição definitivamente espirituosa sobre homicídios e rainhas vadias do colegial. Um Crime Entre Amigas não se encontra no mesmo patamar, mas o diretor e escritor Darren Stein adiciona-o despreocupada e maliciosamente à categoria. A partir do momento em que Rose McGowan — que deveria tornar-se a estrela que merece ser após esse filme — abre a sua boca suja com a rainha vadia do Colégio Reagan, Courtney Shayne, Um Crime Entre Amigas anuncia a si próprio como um deleite deliciosamente pervertido. O namorado de McGowan, Marilyn Manson [...] até realiza um cômico cameo no qual ele transa com ela por trás, enquanto a câmera revela a descoberta de uma garota morta sob a cama". O crítico americano James Berardinelli concedeu ao filme três estrelas entre cinco. Berardinelli elogiou as atuações de McGowan, Benz e Greer, a proferiu:
"Com a garantia de audiência de milhões de pessoas que vão aos cinemas todas as sextas-feiras e sábados, esses filmes [para adolescentes], apesar de serem enfadonhos e limitados, são fazedores-de-dinheiro certeiros. Todos utilizam fórmulas semelhantes — variações dos temas com os quais John Hughes brincou nos anos 1980. De vez em quando, porém, um filme adolescente vem acompanhado de um lado obscuro, o que lhe garante uma vantagem. Em 1989, foi Heathers. Agora, em 1999, é Um Crime Entre Amigas. Isto não significa que Um Crime Entre Amigas se encontra no mesmo patamar de Heathers, pois ele não se encontra. A sombria e divertida visão de Michael Lehmann sobre a popularidade no liceu foi única. Um Crime Entre Amigas toma-lhe [esta visão] emprestada, mas o roteiro não é tão consistente nem a sátira é tão mordaz, e nem sempre os resultados são positivos. Ainda assim, comparando-se à maioria dos filmes que eu tive de suportar sobre as angustias dos adolescentes e as adversidades dos bailes de formatura, Um Crime Entre Amigas é, ao menos, agradável (e esporadicamente inteligente) [...] Considerando-se as constantes referências aos filmes para adolescentes dos anos 1980 e 1990, é adequado chamar a Um Crime Entre Amigas 'derivado', apesar de seu conceito obscuro de humor. E, embora o filme ofereça mais que uma reedição de Heathers, ele nunca desenvolve plenamente uma identidade própria. Depois de um começo cinético que promete algo deliciosamente perverso, o filme de Stein entra em modo cruzeiro e vai até à linha de chegada, com apenas um ocasional riff estilístico ou uma piada curta para animar as coisas. Assim como a guloseima que o nomeia, Um Crime Entre Amigas é divertido no início, mas se pode transformar em uma tarefa árdua para ser concluído".
Andy Klein, do Dallas Observer, foi também negativo em relação ao filme. Klein escreveu: "O enredo é repleto de desordem e inconsistências recorrentes, a maior parte envolvendo a identidade transitória de Fern [...]". Andy prosseguiu a apontar as falhas do longa-metragem: "Como qualquer outro jovem cineasta, Stein quer exibir diversas habilidades estilísticas. Um Crime Entre Amigas está repleto de momentos surreais; alguns funcionam, mas muitos falham. Um, no qual Julie caminha pelo corredor em meio a estudantes paralisados, é confuso e amadorístico — exatamente o tipo de coisa que se deve evitar em seu trabalho na escola de cinema". No site CNN, o repórter Paul Tatara expressou similar opinião sobre o roteiro da obra, proferindo: "Supostamente, este é uma filme de comédia negra sobre clãs do liceu, como o louvado Heathers, mas o roteiro do argumentista de Darren Stein é tão simples (e fraco) que nos surpreende". Apesar de elogiar a atuação de Gayheart, que "revelou ser uma atriz verdadeira", Paul continuou: "Stein repetidamente recorre a recursos visuais a fim de fazê-lo [o filme] parecer um desenho animado [...] Este é o pior filme a que eu assisti em 1999, e muitas pessoas terão de trabalhar fortemente para conseguir superá-lo. O mais assustador é que, provavelmente, alguém o fará". Nathan Rabin, do A.V. Club, descreveu o filme como "uma desagradável comédia negra cujo exterior incansavelmente lustroso recorda tanto Gregg Araki quanto John Waters, mas sem a sagacidade nem a inteligência de ambos". Rabin prosseguiu: "Como uma comédia negra, Um Crime Entre Amigas possui um enorme defeito: não é engraçada. Por certo, muitas comédias negras não são exatamente engraçadas, mas este filme quase não tem aspectos positivos para compensar a extrema ausência de graça".
David Stratton, do site Special Broadcasting Service, descreveu Um Crime Entre Amigas como "terrivelmente escrito e dirigido" e "uma sátira pateticamente sem graça". David continuou: "A plagiar não somente Heathers como Carrie, Stein nunca permite aos atores aprofundarem as suas personagens — elas permanecem caricaturas do início ao fim". No Austin Chronicle, Marc Savlov atribuiu ao longa-metragem uma estrela e meia entre cinco e afirmou: "[O filme] é Heathers sem sagacidade nem ironia; é Blackboard Jungle sem a diversão; é Very Bad Things, porém mais irritante". Savlov prosseguiu a descrevê-lo como "desagradável, calculista [...] e profundamente pessimista". Stephen Hunter, do Washington Post, elogiou o seu início, porém comentou sobre o restante: "Quanto mais o filme prossegue, fica cada vez pior e nunca consegue recuperar a cínica hilaridade alucinante de seus primeiros 20 minutos, ou mais". Apesar disto, Hunter elogiou veementemente Rose McGowan, dizendo: "McGowan tem presença frente à tela e a atitude de uma princesa-do-gelo, que não podem ser inventadas [...] A sua serena psicopatologia é a mais sólida satisfação do filme; vê-la é amá-la e temê-la".

### Bilheteria
Um Crime Entre Amigas não registrou êxito em bilheteria. O filme estreou em 13.º lugar no ranking dos mais assistidos entre o fim de semana de 19 e 21 de fevereiro de 1999, com 1 603 425 angariados em 801 cinemas americanos. Ao decorrer da semana — entre 19 e 25 de fevereiro — a obra arrecadou um total de 2 002 157 dólares, permanecendo em 13.ª posição entre os mais vistos. Devido ao declínio de 56% de sua bilheteria em relação ao seu fim de semana de estreia, o filme classificou-se em 18.ª colocação entre os filmes com mais espectadores, com 705 225 dólares arrecadados. Entre 26 e 4 de março, porém, ficou em 19.ª colocação entre os mais bem-sucedidos. Entre 5 e 7 março, o seu terceiro fim de semana em exibição, a obra apresentou uma queda 85,8% de seu lucro anterior, e despencou para o 43.º lugar na rankig dos mais vistos, tendo obtido somente 100 423 dólares. Até ao encerramento de sua exibição nos cinemas americanos, Um Crime Entre Amigas conquistaria 3 117 085 dólares, tendo sido o 171.º filme mais bem-sucedido de 1999 e o nono filme de comédia negra com a maior bilheteria arrecadada ao longo do ano.